# Галузинский, Евгений Владимирович
Евгений Владимирович Галузинский (25 января 1992 — 14 марта 2017, Кокшетау, Акмолинская область, Казахстан) — казахский пауэрлифтер. Чемпион Казахстана в категории до 93 кг (2015).

## Биография
Родился 25 января 1992 года.
В 2009 году в Бразилии стал чемпионом мира среди юношей, установив мировой рекорд в сумме троеборья (710 кг) в весовой категории до 74 кг. В 2011 году окончил факультет физической культуры Кокшетауского колледжа им. Касымова. В 2012 году в Польше бронзовый призёр чемпионата мира среди юниоров. В 2015 году чемпион Казахстана в категории до 93 кг.
14 марта 2017 года в результате драки был убит ножом.